# پرچان
پرچان، روستایی در دهستان کتیج بخش کتیج شهرستان فنوج در استان سیستان و بلوچستان ایران است.

## جمعیت
جمعیت این روستا براساس  سرشماری عمومی نفوس و مسکن در سال ۱۳۹۵، زیر سه خانوار بوده‌است.